# Treisbach (Wetter)
Treisbach ist ein Dorf und als solches ein Ortsteil der Stadt Wetter (Hessen) im mittelhessischen Landkreis Marburg-Biedenkopf. Der Ort liegt in der Wetschaft-Senke in unmittelbarer westlicher Nachbarschaft zu den Sackpfeifen-Vorhöhen am gleichnamigen Fluss Treisbach.

## Geschichte

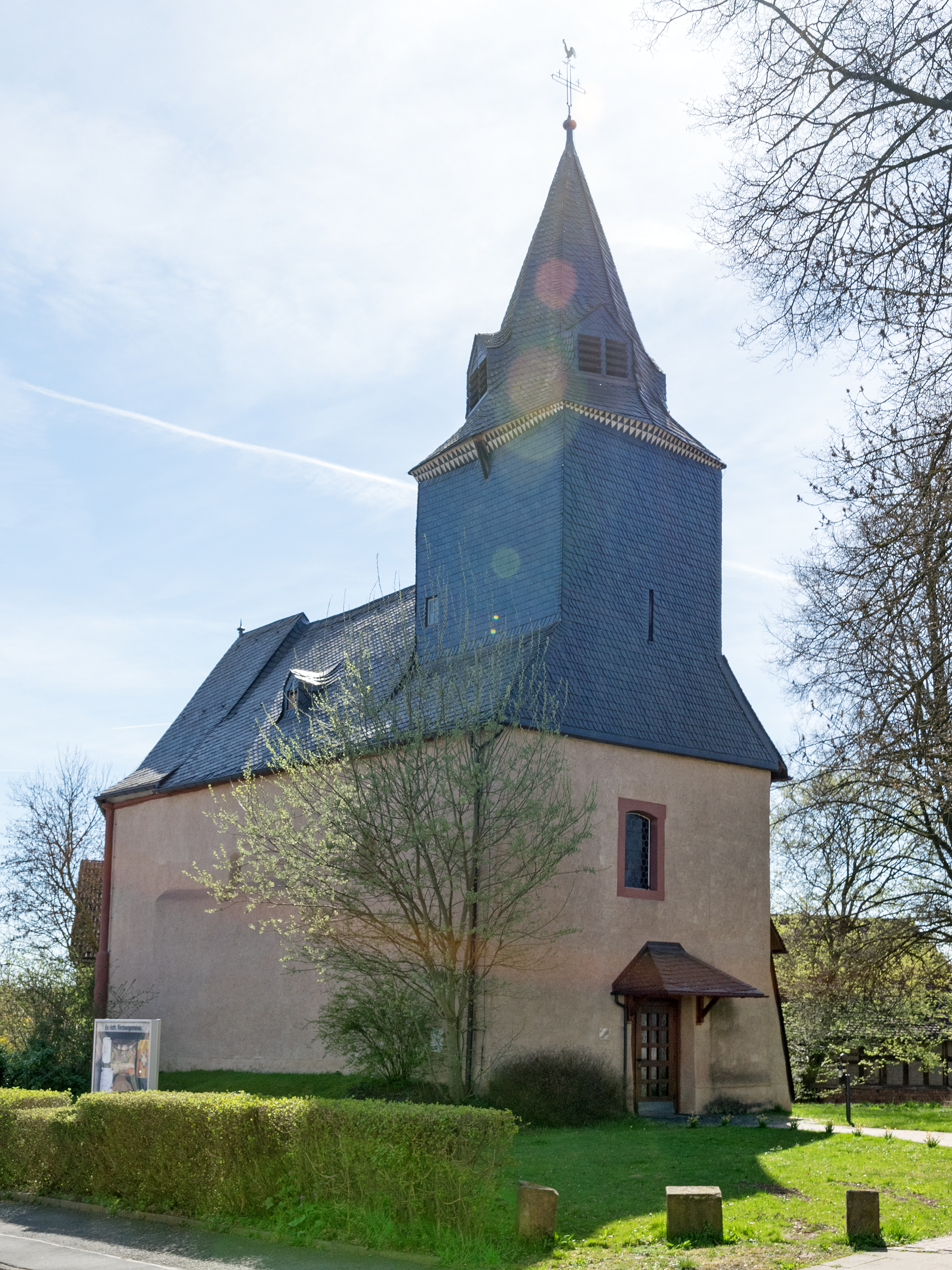
Evangelische Kirche

### Ortsgeschichte
Das Dorf Treisbach entstand vermutlich in der sogenannten 2. Siedlungsperiode vor der 1. Jahrtausendwende. Es lag unmittelbar nordöstlich der Burg Hollende, von der in dieser Zeit das Grafengeschlecht der Gisonen weite Teile des Oberlahngaues beherrschte und die Vogtei über das Königsstift Wetter innehatte. Die älteste bekannte urkundliche Erwähnung des Dorfes Treisbach erfolgte im Jahr 1250 unter dem Namen Dreysbach in einer Urkunde des Klosters Haina.
Ältestes erhaltenes Gebäude ist die evangelische Kirche, seinerzeit der heiligen Barbara geweiht, ein markanter einschiffiger gotischer Bau mit Kreuzgewölben und reicher Innenausstattung.
Hessische Gebietsreform (1970–1977)
Zum 1. Juli 1974 wurde die bis dahin selbständige Gemeinde Treisbach im Zuge der Gebietsreform in Hessen kraft Landesgesetz in die Stadt Wetter eingegliedert. Für den Ortsteil Treisbach, wie für alle Ortsteile von Wetter, wurde ein Ortsbezirk mit Ortsbeirat eingerichtet.

### Verwaltungsgeschichte im Überblick
Die folgende Liste zeigt die Staaten und Verwaltungseinheiten, denen Treisbach angehört(e):
- vor 1567: Heiliges Römisches Reich, Landgrafschaft Hessen, Amt Wetter[7]
- ab 1567: Heiliges Römisches Reich, Landgrafschaft Hessen-Marburg, Amt Wetter[8]
- 1604–1648: Heiliges Römisches Reich, strittig zwischen Landgrafschaft Hessen-Darmstadt und Landgrafschaft Hessen-Kassel (Hessenkrieg), Amt Wetter
- ab 1648: Heiliges Römisches Reich, Landgrafschaft Hessen-Kassel, Amt Wetter
- ab 1806: Landgrafschaft Hessen-Kassel, Amt Wetter
- 1807–1813: Königreich Westphalen, Departement der Werra, Distrikt Marburg, Kanton Wetter
- ab 1815: Kurfürstentum Hessen, Amt Wetter[9]
- ab 1821: Kurfürstentum Hessen, Provinz Oberhessen, Kreis Marburg[10][Anm. 2]
- ab 1848: Kurfürstentum Hessen, Bezirk Marburg
- ab 1851: Kurfürstentum Hessen, Provinz Oberhessen, Kreis Marburg
- ab 1867: Königreich Preußen, Provinz Hessen-Nassau, Regierungsbezirk Kassel, Kreis Marburg
- ab 1871: Deutsches Reich,  Königreich Preußen, Provinz Hessen-Nassau, Regierungsbezirk Kassel, Kreis Marburg
- ab 1918: Deutsches Reich, Freistaat Preußen, Provinz Hessen-Nassau, Regierungsbezirk Kassel, Kreis Marburg
- ab 1944: Deutsches Reich, Freistaat Preußen, Provinz Kurhessen, Landkreis Marburg
- ab 1945: Deutsches Reich, Amerikanische Besatzungszone, Groß-Hessen, Regierungsbezirk Kassel, Landkreis Marburg
- ab 1946: Deutsches Reich, Amerikanische Besatzungszone, Hessen, Regierungsbezirk Kassel, Landkreis Marburg
- ab 1949: Bundesrepublik Deutschland, Hessen, Regierungsbezirk Kassel, Landkreis Marburg
- ab 1972: Bundesrepublik Deutschland, Hessen, Regierungsbezirk Kassel, Landkreis Marburg, Stadt Wetter
- ab 1974: Bundesrepublik Deutschland, Hessen, Regierungsbezirk Kassel, Landkreis Marburg-Biedenkopf, Stadt Wetter
- ab 1981: Bundesrepublik Deutschland, Hessen, Regierungsbezirk Gießen, Landkreis Marburg-Biedenkopf, Stadt Wetter

### Gerichte seit 1821
Mit Edikt vom 29. Juni 1821 wurden in Kurhessen Verwaltung und Justiz getrennt. Der Kreis Marburg war für die Verwaltung und das Justizamt Wetter war als Gericht in erster Instanz für Treisbach zuständig. Nach der Annexion Kurhessens durch Preußen erfolgte am 1. September 1867 die Umbenennung des bisherigen Justizamtes in Amtsgericht Wetter. Auch mit dem Inkrafttreten des Gerichtsverfassungsgesetzes (GVG) 1877 blieb das Amtsgericht bestehen. 1943 wurde das Amtsgericht Zweigstelle des Amtsgerichts Marburg und 1946 wurde auch diese Zweigstelle geschlossen. Der Bezirk des Amtsgerichts Wetter ging im Bezirk des Amtsgerichts Marburg auf.

## Bevölkerung

### Einwohnerstruktur 2011
Nach den Erhebungen des Zensus 2011 lebten am Stichtag dem 9. Mai 2011 in Treisbach 609 Einwohner. Darunter waren 9 (1,5 %) Ausländer.
Nach dem Lebensalter waren 99 Einwohner unter 18 Jahren, 249 zwischen 18 und 49, 132 zwischen 50 und 64 und 129 Einwohner waren älter. Die Einwohner lebten in 219 Haushalten. Davon waren 42 Singlehaushalte, 60 Paare ohne Kinder und 96 Paare mit Kindern, sowie 15 Alleinerziehende und 3 Wohngemeinschaften. In 27 Haushalten lebten ausschließlich Senioren und in 132 Haushaltungen leben keine Senioren.

### Einwohnerentwicklung
| Quelle: | Historisches Ortslexikon                                                               |
| • 1502: | 29 Männer                                                                              |
| • 1577: | 57 Hausgesesse                                                                         |
| • 1580: | 27 Ackerleute, 25 Einläuftige                                                          |
| • 1630: | 50 Hausgesesse (14 zweispännige, 12 einspännige Ackerleute, 25 Einläuftige)            |
| • 1681: | 42 hausgesessene Mannschaften                                                          |
| • 1747: | 66 Haushalte                                                                           |
| • 1820: | 77 Häuser, 498 Einwohner                                                               |
| • 1838: | Familien: 63 nutzungsberechtigte, 17 nicht nutzungsberechtigte Ortsbürger, 6 Beisassen |

| Treisbach: Einwohnerzahlen von 1782 bis 2020 | Treisbach: Einwohnerzahlen von 1782 bis 2020 | Treisbach: Einwohnerzahlen von 1782 bis 2020 | Treisbach: Einwohnerzahlen von 1782 bis 2020 | Treisbach: Einwohnerzahlen von 1782 bis 2020 |
| --- | -------------------------------------------- | -------------------------------------------- | -------------------------------------------- | -------------------------------------------- |
| Jahr |                                              |                                              |                                              | Einwohner                                    |
| 1782 | 1782                                         |                                              | 410                                          | 410                                          |
| 1800 | 1800                                         |                                              | ?                                            | ?                                            |
| 1820 | 1820                                         |                                              | 498                                          | 498                                          |
| 1834 | 1834                                         |                                              | 543                                          | 543                                          |
| 1840 | 1840                                         |                                              | 547                                          | 547                                          |
| 1846 | 1846                                         |                                              | 536                                          | 536                                          |
| 1852 | 1852                                         |                                              | 564                                          | 564                                          |
| 1858 | 1858                                         |                                              | 551                                          | 551                                          |
| 1864 | 1864                                         |                                              | 550                                          | 550                                          |
| 1871 | 1871                                         |                                              | 498                                          | 498                                          |
| 1875 | 1875                                         |                                              | 496                                          | 496                                          |
| 1885 | 1885                                         |                                              | 555                                          | 555                                          |
| 1895 | 1895                                         |                                              | 549                                          | 549                                          |
| 1905 | 1905                                         |                                              | 536                                          | 536                                          |
| 1910 | 1910                                         |                                              | 525                                          | 525                                          |
| 1925 | 1925                                         |                                              | 561                                          | 561                                          |
| 1939 | 1939                                         |                                              | 580                                          | 580                                          |
| 1946 | 1946                                         |                                              | 740                                          | 740                                          |
| 1950 | 1950                                         |                                              | 720                                          | 720                                          |
| 1956 | 1956                                         |                                              | 649                                          | 649                                          |
| 1961 | 1961                                         |                                              | 650                                          | 650                                          |
| 1967 | 1967                                         |                                              | 635                                          | 635                                          |
| 1976 | 1976                                         |                                              | 703                                          | 703                                          |
| 1985 | 1985                                         |                                              | ?                                            | ?                                            |
| 1995 | 1995                                         |                                              | 711                                          | 711                                          |
| 2005 | 2005                                         |                                              | ?                                            | ?                                            |
| 2011 | 2011                                         |                                              | 609                                          | 609                                          |
| 2015 | 2015                                         |                                              | 592                                          | 592                                          |
| 2020 | 2020                                         |                                              | 553                                          | 553                                          |
| Datenquelle: Historisches Gemeindeverzeichnis für Hessen: Die Bevölkerung der Gemeinden 1834 bis 1967. Wiesbaden: Hessisches Statistisches Landesamt, 1968. Weitere Quellen: LAGIS; Städteatlas Hessen; Stadt Wetter; Zensus 2011 |                                              |                                              |                                              |                                              |

### Historische Religionszugehörigkeit
| Quelle: | Historisches Ortslexikon                                                  |
| • 1861: | alle Einwohner evangelisch-lutherisch                                     |
| • 1885: | 555 (= 100 %) evangelische Einwohner                                      |
| • 1961: | 630 (= 96,92 %) evangelische, 11 (= 1,69 %) römisch-katholische Einwohner |

### Historische Erwerbstätigkeit
| Quelle: | Historisches Ortslexikon |
| • 1782: | Erwerbspersonen: 6 Schmiede, drei Wagner, zwei Schreiner, ein Küfer, drei Schneider, zwei Müller, drei Pottaschensieder, 27 Leineweber, ein Wirt, 6 Tagelöhner. |
| • 1838: | Familien: 68 Ackerbau, 6 Gewerbe, 12 Tagelöhner. |
| • 1961: | Erwerbspersonen: 249 Land- und Forstwirtschaft, 87 Produzierendes Gewerbe, 20 Handel und Verkehr, 13 Dienstleistungen und Sonstiges.                            |

## Politik
Für Treisbach besteht ein Ortsbezirk (Gebiete der ehemaligen Gemeinde Treisbach) mit Ortsbeirat und Ortsvorsteher nach der Hessischen Gemeindeordnung. Der Ortsbeirat für den Ortsbezirk Wetter besteht aus fünf Mitgliedern. Die Wahlbeteiligung zur Wahl des Ortsbeirats bei der Kommunalwahl 2021 betrug 22,20 %. Alle Kandidaten gehörten der „Bürgerliste“ an. Der Ortsbeirat wählte Andreas Garthe zum Ortsvorsteher.

## Wappen
| Wappen von Treisbach | Blasonierung: „In Rot ein hersehender, silberner Hirschkopf mit einer schwebenden, silbernen Lilie zwischen den Geweihstangen. Ein schräg rechts verlaufender, erniedrigter silberner, von zwei Wellenlinien geteilter Wellenbalken und in Silber drei erniedrigt, schräg links gestellt Routen, die mit den spitzen Enden aneinanderstoßen.“ |
| Wappen von Treisbach | Wappenbegründung: Der hersehende Hirschkopf ist dem Wappen der Adelsfamilie von Treisbach entnommen. Die Lilie ist das Symbol für die Jungfrau Maria als Schutzpatronin des ehemaligen Kanonissenstiftes Wetter und zugleich ein Element aus dem Wappen der Stadt Wetter, zu der Treisbach seit 1974 gehört. Das Bach-Symbol versinnbildlicht die Endung des Ortsnamens. Die Dreizahl der Tauten entspricht der Zahl der Bäche, die durch die Gemarkung fließen. Die Wappenfarben Rot und Silber sind zugleich auch die Farben des Landes Hessen, zu dem Treisbach gehört. |

Das Wappen wurde in Zusammenarbeit mit dem Hessischen Staatsarchiv Marburg und dem Ortsbeirat Treisbach von Herrn Hermann Dersch aus Treisbach entworfen.

## Kultur
In Treisbach sind Musikvereine, Sportvereine, ein Taubenverein, Freiwillige Feuerwehr sowie eine Burschenschaft ansässig. An der Straße Am Bergacker finden sich seit 2021 in einem so genannten Kunstweg verschiedene Skulpturen des ortsansässigen Künstlers Stephan Jürgens-Jahnert.
Treisbach besitzt zwei Kirchengemeinden: Die Evangelische Kirchengemeinde Treisbach und die Selbständige Evangelisch-Lutherische Kirchengemeinde Treisbach machen Treisbach zu einem Ort, der gerade die evangelische Religion sehr pflegt.

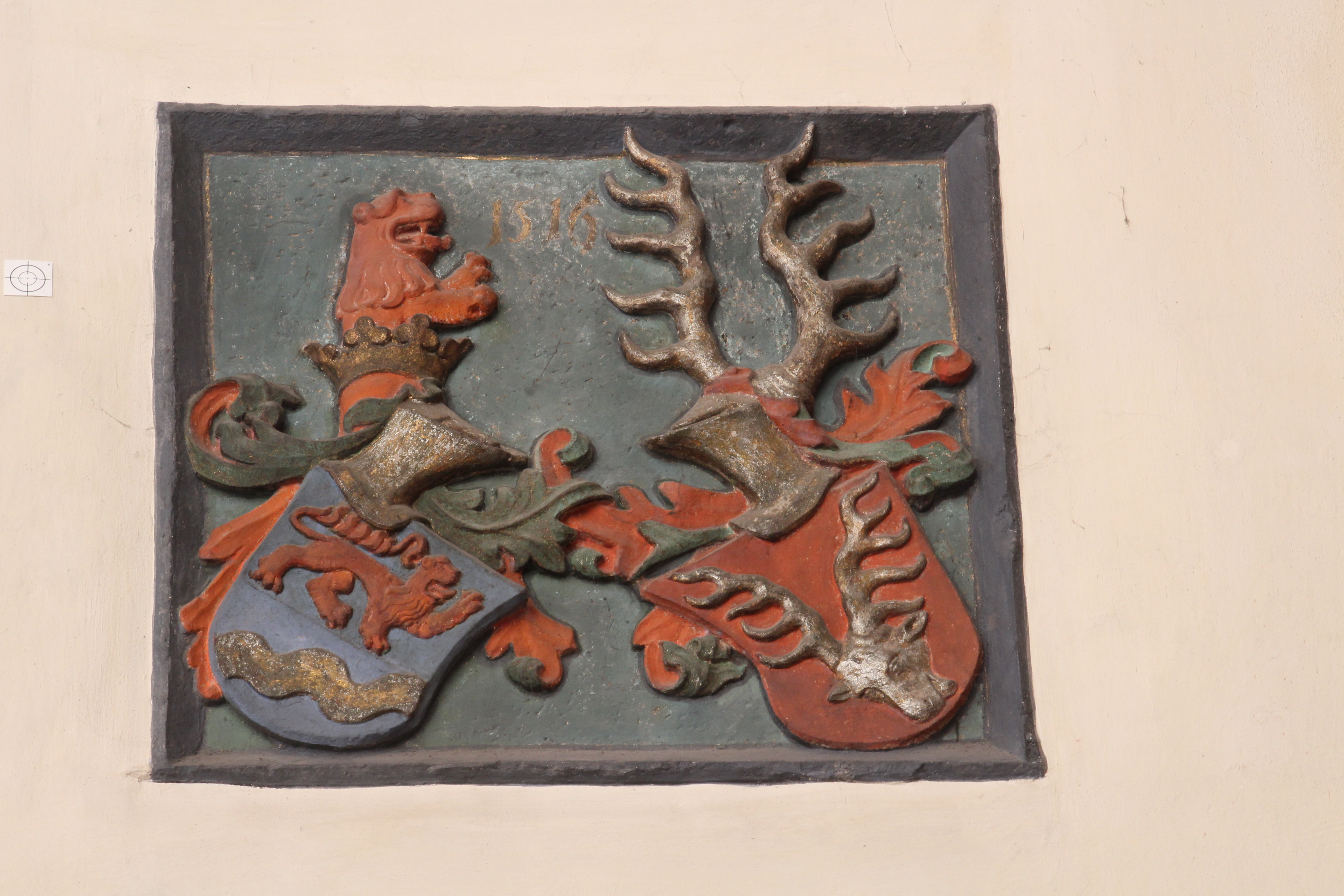
Wappen in der Kugelkirche Marburg. Rechts das der Elisabeth von Treisbach mit Hirschkopf